# Ада (группа)
«Ада» — российская индастриал-метал группа, основанная в 2005 году в Челябинске. Своё название группа «Ада» взяла в честь математика Ады Лавлейс, которая известна прежде всего созданием описания вычислительной машины.

## История

### 2005—2007
Первый состав «Ады»: Александр Шварц, Михаил Ваганов, Владислав Храмцов. В этом составе группа записывает первый альбом «Свет и тьма», а также песню «Умирать легко». Запись производилась своими силами на домашней студии.
В 2006 и 2007 годах группа начала активную концертную деятельность, на концертных площадках Челябинска и соседних регионов, сделав несколько концертных и студийных записей. В конце 2007 года группа объявляет о временной приостановке деятельности.

### 2009—2013
В 2009 году Александр Шварц и Михаил Ваганов вновь объединились для работы над альбомом «Прощай, человечество», после выхода которого в феврале 2010 года к ним присоединился и Владислав Храмцов. Впоследствии на студии группы «Ада» были записаны альбомы «Отражения» (2011), «Мест на небе нет» (2012), а также эксперимент со стилем дарквейв — мини-альбом «Темнота» (2011). Также возобновились выступления группы с гитаристом Кириллом Курмангуловым, который играл в группе в 2006—2007 годах.
В 2013 году Храмцов покидает группу и концерты продолжаются с сессионными музыкантами. Также начинается работа над альбомом «Человек».

### 2014—2015
В 2014 году сформировался основной состав группы:
- Александр Шварц — вокал
- Михаил Ваганов — клавишные
- Егор Кротов — гитара
- Лев Диденко — бас
- Евгений Егольников — барабаны

В этом составе «Ада» отыграла не один десяток концертов, приняла участие в различных музыкальных фестивалях, отпраздновала юбилей и начала работу над альбомом «Ретроспектива 2.0».

### 2016
В 2016 году вышел альбом «Ретроспектива 2.0», который получил положительные отзывы у критиков, а также попал в ротацию на Regress Radio.
- Рецензия журнала о тяжёлой музыке «Dark City»

Мелодии намертво застревают в голове, если она не оторвалась при прослушивании, а лаконичный хронометраж альбома в 45 минут не дает от него устать, вызывая желание нажать кнопку реплей. Один из лучших релизов первых месяцев этого года на отечественной тяжелой сцене, заставляющий с неподдельным интересом ожидать первой части : что же вкусненького преподнесут нам музыканты на основе старого материала?
Tverd. CD Reviews // «Dark City» : журнал. — Май—июнь (№ 92). — С. 52.